# Khair
Khair là một thành phố và là nơi đặt ban đô thị (municipal board) của quận Aligarh thuộc bang Uttar Pradesh, Ấn Độ.

## Địa lý
Khair có vị trí 27°57′B 77°50′Đ / 27,95°B 77,83°Đ Nó có độ cao trung bình là 188 mét (616 feet).

## Nhân khẩu
Theo điều tra dân số năm 2001 của Ấn Độ, Khair có dân số 27.661 người. Phái nam chiếm 54% tổng số dân và phái nữ chiếm 46%. Khair có tỷ lệ 54% biết đọc biết viết, thấp hơn tỷ lệ trung bình toàn quốc là 59,5%: tỷ lệ cho phái nam là 62%, và tỷ lệ cho phái nữ là 44%. Tại Khair, 17% dân số nhỏ hơn 6 tuổi.